# Виале Блиньи (Милан)
Виале Блиньи (итал. Viale Bligny) — улица в центре Милана, на которой находится престижный университет Боккони и которая названа в честь замка Блиньи в Шампани.

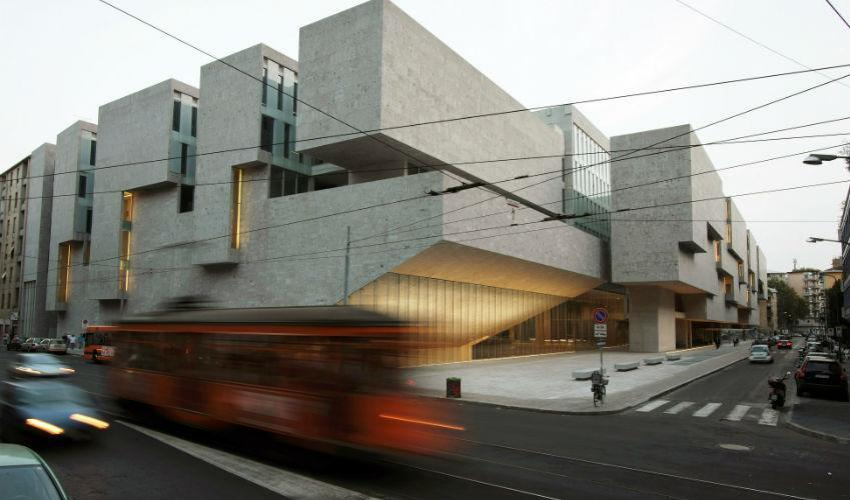
Вид на Palazzo Bligny Milano, вдохновленный итальянским рационализмом

Улица считается элитной улицей Милана, на ней расположено множество модных ресторанов, магазины, культура и развлечения. Это район для богатых иностранцев, студентов и преподавателей Bocconi SDA Masters. Сейчас Виале-Блиньи известен как гей-квартал в Милане, особенно в районе Виале-Саботино.
На Виале Блиньи у художника Маурицио Каттелан (итал. Maurizio Cattelan) есть студия, где он задумал и создал многие из своих самых известных работ. Художник Лючио Фонтана жил на Виале Блиньи и написал несколько своих картин, часто посещая Бар Гатулло.

## Дизайнерские здания
- Palazzo Liberty, Viale Bligny 60, Liberty
- Palazzo Rimini, спроектированное Алессандро Римини и Эрнесто Бонтадини, Viale Bligny, 44, Милан (1929)
- Palazzo Soncini, комплекс зданий, спроектированный Эрнесто Сончини, Viale Bligny, Милан (1965/66)

## Общественный транспорт
- Санта-София (400 метров от Виа Беатриче д'Эсте), соединение с аэропортом Милан Линате за 10 минут
- Крочетта
- Порта Романа
- Остановка трамвая (линия 9)
- Остановка автобуса (59, 90, 91, 92)

## Галерея

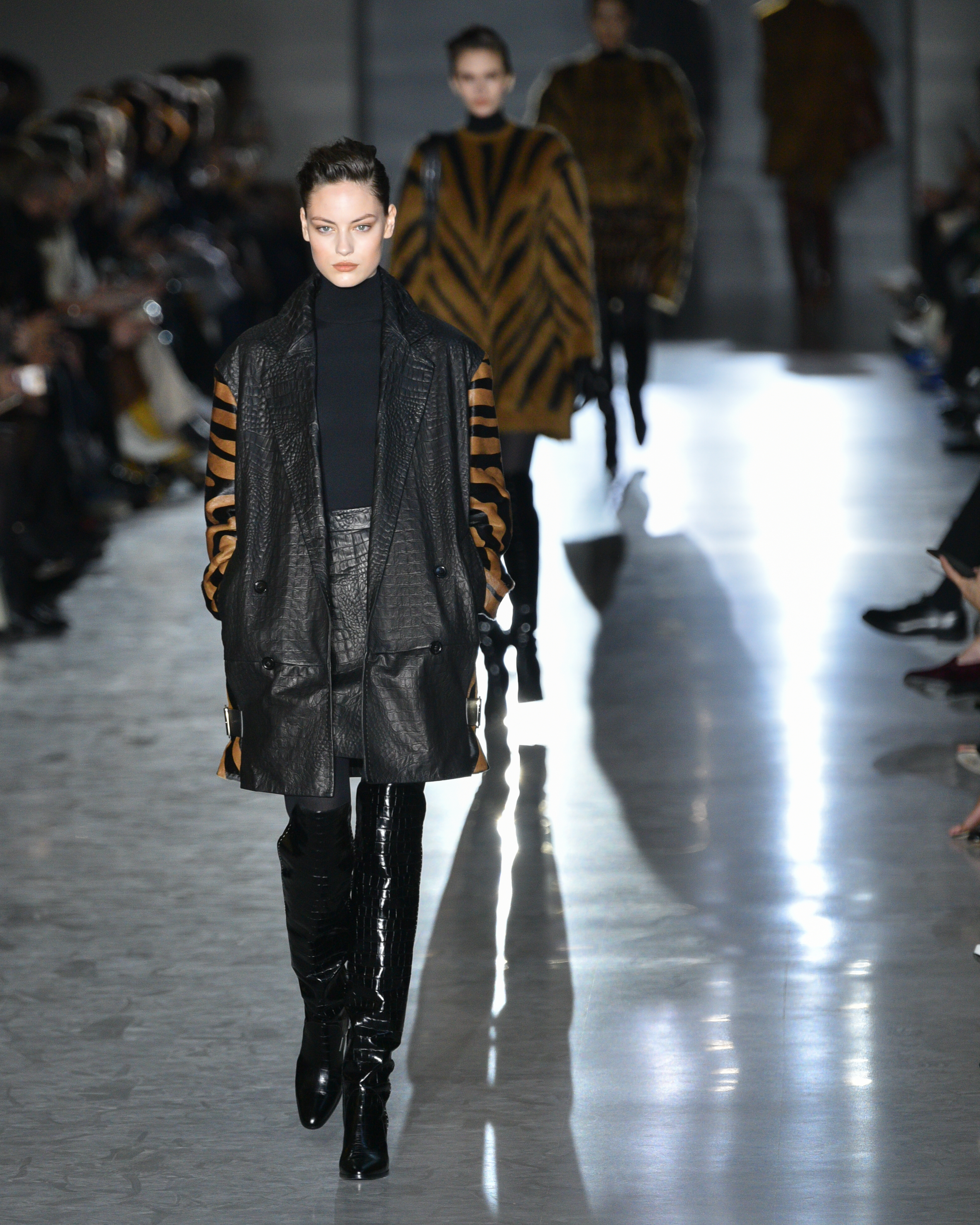
Показ мод Max Mara в Университете Боккони
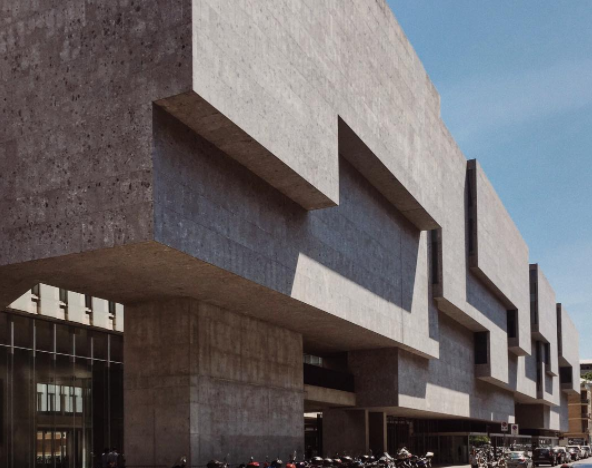
Bocconi University
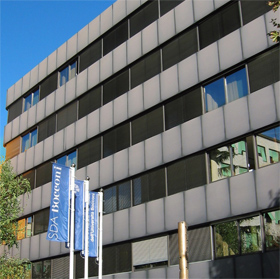
SDA Bocconi School of Management Masters
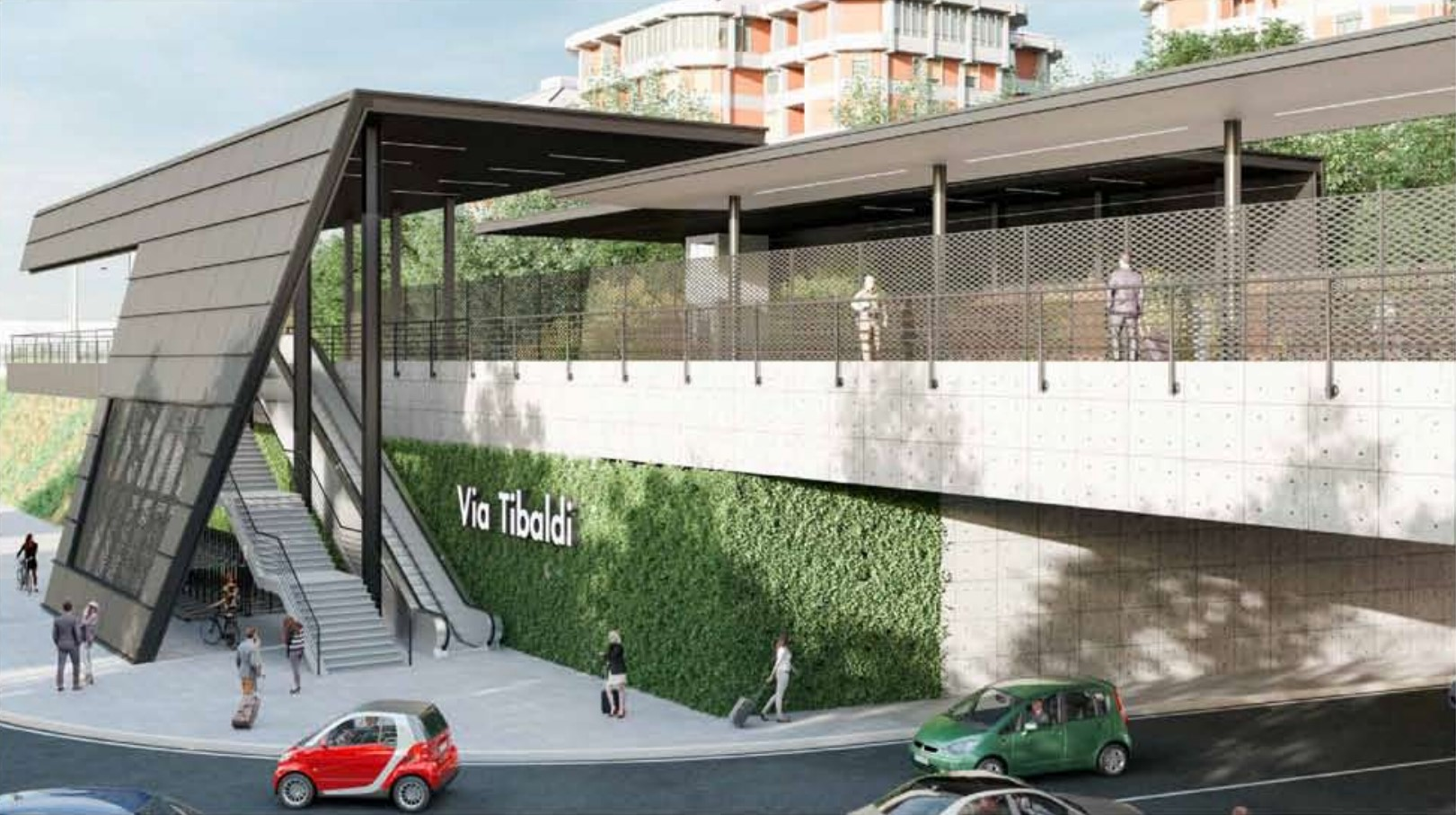
Железнодорожная станция Университета Боккони